# Macrogryllus capitatus
Macrogryllus capitatus är en insektsart som beskrevs av Lucien Chopard 1954. Macrogryllus capitatus ingår i släktet Macrogryllus och familjen syrsor. Inga underarter finns listade i Catalogue of Life.